# カアルタ

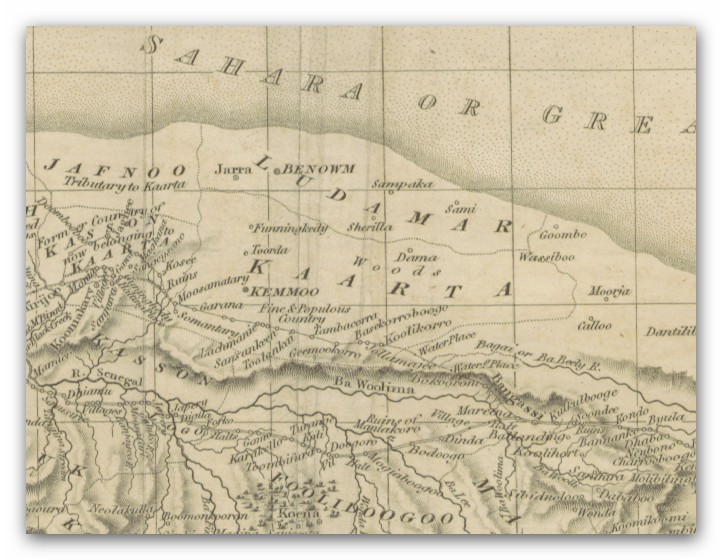
カアルタ王国 (1825)

カアルタのバンバラ王国（Kaarta, or Ka'arta,   Bambara kingdom）は、現在のマリ西部に位置する、17世紀にバンバラ人 が建設した歴史上の王国(ニジェール内陸デルタを中心とする セグー王国とは宿敵関係にある)。
最盛期である19世紀にはカアルタは カッソを含む地域を支配していた。現在のマリでは、カイ州、 ニオロ 、キタ にあたる地域である。

## 歴史
バンバラ帝国を興した兄弟二人のうち一人、ニアンゴロの孫であるスンサ・クリバリー (1633年-1650年)はセグーからバンバラ王国の宿敵となる都市、スンサナを建設した。スンサの息子、マッサ・クリバリはマサッシ朝を立ち上げた。
ベネファリ (1710年-1745年)は王国の版図を拡大した。ベネファリの後継者となった兄弟のフーラ・コロはセグーのビトン・クリバリに敗れた。スンサナを征服された王国は西へと移動し、グエムを首都とした。カアルタとセグーの戦いはデッセ・コロの治世で再発し、グエムーはマンソン・ディアラに征服され、破壊された。
19世紀初頭にカアルタは再興した。ムーサ・クラボ王は1803年、フータ・トロのプル人に勝利した。さらにムーサ・クラボは小さな王国であるカッソを服従させた。カアルタはボディアン・マリバ王(1820年 から 1830年の間)の時代に頂点に達した。カアルタの軍隊はガラム、 バンブク、サルームを襲撃した。その後にはディアワラとの戦争が始まった。マッサ・デンバ (1851年-1854年)の時代にはセグーのバンバラ王国からの攻撃が再開した。1854年、カアルタ王国はエル・ハッジ・ウマル・トールにニオロで敗れた。ウマルは ママディ・カンディアン王を打ち負かし、殺害した。マサッシ朝はその後、1861年にセグーを征服するためにエル・ハッジ・ウマル・トールに追従することとなった。これはバンバラ諸王国の終焉であり、エル・ハッジ・ウマル・トール の帝国の始まりとなった(トゥクロールとして知られる) (これはバンバラのイスラム化の始まりとして知られる) しかし、帝国は19世紀の終わりにフランスの植民地化を受けて消滅した。